# Мрачај (Босанско Грахово)
Мрачај је насељено мјесто у Босни и Херцеговини, у општини Босанско Грахово, које административно припада Федерацији Босне и Херцеговине. Према попису становништва из 1991. у насељу је живјело 98 становника.

## Становништво
| Националност       | 1991. | 1981. | 1971. | 1961. |
| Срби               | 98    | 121   | 212   | 232   |
| Југословени        |       | 20    |       |       |
| остали и непознато |       | 1     | 2     |       |
| Укупно             | 98    | 142   | 214   | 232   |

| Демографија | Демографија | Демографија |
| Година      | Становника  | Становника  |
| ----------- | ----------- | ----------- |
| 1961.       | 232         |             |
| 1971.       | 214         |             |
| 1981.       | 142         |             |
| 1991.       | 98          |             |